# NGC 6497
NGC 6497 est une vaste galaxie spirale barrée située dans la constellation du Dragon. Sa vitesse par rapport au fond diffus cosmologique est de 6 091 ± 64 km/s, ce qui correspond à une distance de Hubble de 89,8 ± 6,4 Mpc (∼293 millions d'al). NGC 6497 a été découverte par l'astronome américain Lewis Swift en 1884. Cette galaxie a aussi été observée par Swift 10 jours plus tard et il ne s'est pas rendu compte de cette double observation. Elle a été inscrite au New General Catalogue sous la désignation NGC 6498.
La classe de luminosité de NGC 6497 est II.